# Panicum peladoense
Panicum peladoense är en gräsart som beskrevs av Johannes Jan Theodoor Henrard. Panicum peladoense ingår i släktet vipphirser, och familjen gräs. Inga underarter finns listade i Catalogue of Life.